# Folkert Krey
Folkert Krey (* 16. Januar 1692 in Buttforde; † 21. Oktober 1775 ebenda) war ein deutscher Dorfschullehrer, Organist und Verfasser eines bekannten Rechenbuches für ostfriesische  Volksschulen.

## Leben
Folkert Krey entstammte mütterlicherseits einer alteingesessenen Buttforder Familie. Sein Vater war der in Eggelingen geborene Hermann Krey (1656–1727), seine Mutter Alget Folkerts (1664–1724). Er war das älteste Kind von fünf Geschwistern.
In erster Ehe war Folkert Krey mit der ebenfalls aus Buttforde stammenden Anna Elisabeth Helmrichs verheiratet. Dem Ehepaar wurden zwei Töchter und vier Söhne geboren. Zwei Jahre nach dem Tod seiner ersten Ehefrau heiratete er am  23. April 1754 die in Reepsholt geborene Anna Catharina Leiner (1704–1782). Diese Ehe blieb vermutlich kinderlos.
Krey wirkte als Dorfschulmeister und Organist der Buttforder St.-Marien-Kirche. Über die engen Grenzen seines Dorfes bekannt geworden ist Folkert Krey durch die Herausgabe eines plattdeutschen Rechenbuches, welches lange Zeit in ostfriesischen Schulen benutzt wurde. Der Bekanntheitsgrad dieses Rechenbuches zeigt sich auch in einer sprichwörtlichen Redewendung, die heute noch in Ostfriesland hier und dort Verwendung findet:

„Dat is so seeker as twê mal twê vêr sünd, na Folkert Krey sîn Rekenbôk.“

Noch 1839, also zirka hundert Jahre nach seiner ersten Drucklegung, erschien die 15. Auflage des Krey´schen Rechenbuches. Sie wurde von Lehrer Hofmann aus Blersum besorgt.

## Schriften (Auswahl)
- Rechnenbuch nach den gegenwärtig im Königreiche Hannover bestehenden Landesgesetzen über Münze, Maaß und Gewicht; 1839 (15. Auflage)
- Arithmetica Initialis oder: Ein kurtzes Rechen-Büchlein denen Rechnens-Anfängern zum Besten, Bremen o. J. (vermutlich Ende 18. Jahrhundert)